# Isidorus van Milete

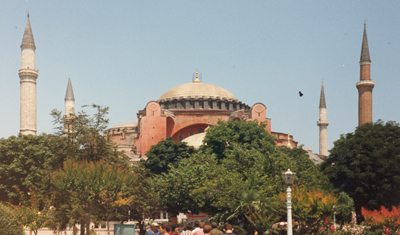
De Hagia Sophia.

Isidorus van Milete (Oudgrieks Ισίδωρος ο Μιλήσιος, Isodoros o Milisios) (Milete, Klein-Azië, nu Turkije, 442; gestorven 537) was een architect, fysicus en wiskundige uit de late oudheid.
Samen met Anthemios van Tralles ontwierp en bouwde hij de kerk Hagia Sophia in Constantinopel (nu Istanboel) in opdracht van keizer Justinianus I. Dit was een van de belangrijkste en grootste kerken van de late oudheid.
Isidorus gaf onderwijs in de natuurkunde in Alexandrië en later aan de Universiteit van Constantinopel. Hij schreef in het Oudgrieks een commentaar op het werk van Heron van Alexandrië.
Isidorus' neef Isidorus van Milete de Jongere, bouwde de op 7 mei 558 ingestorte koepel van de Hagia Sophia opnieuw op.
- Gemeinsame Normdatei: 100950973
- Union List of Artist Names: 500104527
- Virtual International Authority File: 32352572
- WorldCat: E39PCjMgxhyjw4KHtQpMbJCk9P